# Пахомов, Виктор Иванович
Виктор Иванович Пахомов (род. 29 марта 1958 года) — российский учёный, член-корреспондент РАН (2022).

## Биография
Родился 29 марта 1958 года.
В 1980 году — с отличием окончил Азово-Черноморский институт механизации сельского хозяйства (сейчас — Азово-Черноморский инженерный институт, филиал Донского государственного аграрного университета).
С 1980 по 2017 годы — работал во ВНИПТИМЭСХ (Зерноград, с 2010 года СКНИИМЭСХ) в разное время в должности младшего, старшего научного сотрудника, заведующего отделом, заместителем директора по научной работе, директором института (с 2006 по 2017 год).
В 1988 году — защитил кандидатскую диссертацию, тема: «Параметры процесса сушки зерна с использованием энергии электромагнитного поля сверхвысокой частоты колебаний», в 2002 году — докторскую диссертацию, тема: «Обоснование и технологическое проектирование блочно-модульных внутрихозяйственных комбикормовых предприятий».
После вхождения института в виде структурного подразделения в ФГБНУ «АНЦ „Донской“» был заместителем директора центра по научной работе в области механизации и электрификации сельского хозяйства, а с 2021 года исполняющий обязанности директора, с 2023 директор «АНЦ „Донской“».
В 2022 году — избран членом-корреспондентом РАН от Отделения сельскохозяйственных наук.

## Научная деятельность
Специалист в области агроинженерного обеспечения сельскохозяйственного производства.
Под его научным руководством и при непосредственном участии проведены фундаментальные исследования по изучению биофизических эффектов воздействия СВЧ-энергии на обрабатываемые растительные материалы, в том числе на зерно и семена сельскохозяйственных культур, получены новые знания по воздействию СВЧ-энергии на биообъекты растительного происхождения как на микро-, так и на наноуровнях, создана научная платформа для развития этого направления в агроинженерной науке и образовании.
Ведет разработку и совершенствование системы внутрихозяйственного приготовления кормов, им исследованы и обоснованы новые научные и методологические принципы повышения эффективности функционирования этой системы и оборудования.
В последние годы принимает активное участие в разработке механизированных технологий и агрегатов для обработки почвы, обосновании высокопроизводительной уборки зерновых колосовых культур методом очёса и разработке очёсывающего адаптера к зерноуборочным комбайнам. В настоящее время подготовлено серийное производство очёсывающей жатки «Южанка».
Разработчик целевой региональной программы «Производство и использование биодизельного топлива из растительных масел в АПК Ростовской области», которая была принята Законодательным Собранием Ростовской области в 2008 году, на её основе создан первый пилотный пункт производства биотоплива в опытно-производственном хозяйстве «Экспериментальное» (ныне ОС «Экспериментальная»), а практические аспекты развития биоэнергетики доложены на Комитете Государственной Думы Российской Федерации по биоэнергетике в 2014 году.
В настоящее время под его руководством и при непосредственном участии ведутся исследования по разработке механизированных технологий уборки зерновых колосовых культур, обеспечивающих минимальную травмируемость зерна, технологии и оборудования ранней и сверхранней уборки зерновых колосовых культур.
Является инициатором и бессменным заведующим (с 2011 года) базовой кафедры «Технологии и оборудование переработки продукции АПК» (совместно с ДГТУ), членом рабочей группы по сельхозмашиностроению Министерства промышленности и торговли Российской Федерации и научно-технического совета министерства сельского хозяйства и продовольствия Ростовской области; членом редакционной коллегии журналов «Зерновое хозяйство России», «Вестник ДГТУ», «Техника в сельском хозяйстве».
Автор 259 научных работ, в том числе 191 научных статей, 27 книг и монографий, 41 патента на изобретения.

## Награды
- Почётный работник агропромышленного комплекса России (2011)